# Provincie Treviso
Treviso (Provincia di Treviso) je italská provincie v oblasti Benátsko. Sousedí na severu s provincií Belluno, na východě s provincií Pordenone, na jihu s provinciemi Venezia a Padova a na západě s provincií Vicenza.

## Okolní provincie
| Růžice kompasu |         | Belluno           | Pordenone | Růžice kompasu |
| Růžice kompasu | Vicenza | Sever             |           | Růžice kompasu |
| Růžice kompasu | Vicenza | Provincie Treviso |           | Růžice kompasu |
| Růžice kompasu | Vicenza | Jih               |           | Růžice kompasu |
| Růžice kompasu |         | Padova            | Venezia   | Růžice kompasu |